# Вільям Бірдвуд
Вільям Рідделл Бірдвуд, 1-й барон Бірдвуд (англ. William Riddell Birdwood, 1st Baron Birdwood, 13 вересня 1865, Кіркей, Британська Індія — 17 травня 1951, Лондон) — британський воєначальник, фельдмаршал (1925). Під час Першої світової війни командував Австралійсько-Новозеландським корпусом (ANZAC). У 1925—1930 роках був головнокомандувачем британських військ в Індії.

## Рання біографія
Народився у Кіркеї в Британській Індії у родині члена законодавчої ради Бомбея Герберта Бірдвуда. Закінчив Кліфтонський коледж. У 1883 році вступив на військову службу в 4-й батальйон Королівських шотландських стрільців. У 1885 році закінчив Королівський військовий коледж у Сандхерсті. Із 1885 року — лейтенант уланського полку.

## Військова кар'єра
У 1885—1887 роках служив в уланському полку в Індії, у 1887 році за власним бажанням перевівся в 11-й уланський полк у Бенгалії. У 1893 році став ад'ютантом віце-короля Індії. У 1897 році брав участь у боях в долині Тирах на території сучасного Пакистану.
Учасник Другої англо-бурської війни 1899—1902 років: спершу майор кавалерійської бригади, а потім заступник генерал-ад'ютанта штабу генерала Кітченера. Із 1901 року — підполковник, секретар Кітченера. У 1902—1906 роках був секретарем Кітченера в Індії. У 1905 році став полковником. Із 1906 року — королівський ад'ютант. Із 1908 року — командир бригади в Індії, бригадир. Із 1911 року — генерал-майор, генерал-квартирмейстр британської армії в Індії. Із 1913 року — секретар Індійської армії.

## Перша світова війна
У листопаді 1914 року за наказом Кітченера Бірдвуд почав формування Австралійського і новозеландського корпусу (ANZAC) і був призначений очільником цього з'єднання. 12 грудня 1914 року отримав тимчасове звання генерал-лейтенанта. Корпус Бірдвуда став головною ударною силою союзників під час Дарданелльській операції. 25 квітня 1915 року ANZAC висадився на Галліпольському півострові, але був затиснутий на невеликому плацдармі через складну місцевість та затятий опір турків. Бірдвуд проявив себе талановитим командиром і по суті зосередив у своїх руках управління всіма військами на Галліполі, попри те що лише 28 жовтня 1915 року він став командувачем Дарданелльської армії (в той же день отримав постійне звання генерал-лейтенанта). Бірдвуд керував евакуацією союзних сил із Галліполі, хоча активно виступав проти цього.
На початку 1916 року ANZAC було розділено на 1-й і на 2-й корпуси. Спершу Бірдвуд очолював 2-й, а потім і 1-й корпуси ANZAC. На чолі цих військ брав участь у боях у Франції. Виступав за створення об'єднаної австралійсько-новозеландської армії. Із жовтня 1917 року — повний генерал. У листопаді 1917 року очолив Австралійський корпус, тоді ж став генерал-ад'ютантом короля.
31 травня 1918 року призначений командувачем 5-ї британської армії. Відзначився під час наступу союзників восени 1918 року, звільнив від німців Лілль.

## Після війни
У 1919 році отримав титул баронета Анзака і Тотнеса у графстві Девон. У 1920—1925 роках — командувач британської Північної армії в Індії, у 1925—1930 роках — головнокомандувач в Індії. Із 20 березня 1925 року — фельдмаршал. У 1930 році вийшов у відставку. У 1937 році отримав від короля Георга VI титул барона. Автор мемуарів.

## Нагороди
- Орден Бані
- Орден Зірки Індії
- Орден Святого Михайла і Святого Георгія
- Королівський Вікторіанський орден
- Орден Індійської імперії
- Орден «За видатні заслуги» (Велика Британія)